# 魏素
魏素（？—？），中國清朝官員，直隸蔚州人，廩監出身。
魏素於乾隆四年（1739年）擔任臺灣府海防補盜同知。同年，以同知身份短暫攝理台灣府台灣縣知縣。五年後期滿離職。乾隆六年，擔任邵武府知府。